# Thomas Benjamin Kennington
Thomas Benjamin Kennington (Grimsby, 7 de abril de 1856 – Londres, 10 de dezembro de 1916) foi um pintor britânico nas áreas de pintura de gênero e realismo social, sendo especialista em retratos.
Kennington foi fundador do New English Art Club, uma alternativa para a Academia Real, e da The Artists' League of Great Britain.

## Biografia
Kennington nasceu na cidade de Grimsby, no condado de Lincolnshire, em 1856. Estudou pintura na Liverpool School of Art, onde ganhou a medalha de ouro, no Royal College of Art, em Londres e na Académie Julian, em Paris. Na França, pode estudar com William-Adolphe Bouguereau e Tony Robert-Fleury. Ao voltar para Londres, estabeleceu-se em Chelsea.
Expôs seus trabalhos na Academia Real Inglesa, de 1880 a 1916, e era expositor regular da Royal Society of British Artists, rua Suffolk, e da Galeria Grosvenor. Foi o fundador e primeiro-secretário da New English Art Club (a partir de 1886), tendo também fundado a Imperial Arts League, que tinha como principal propósito "proteger e promover os interesses dos artistas e de informar, aconselhar e auxiliar...". Na Exposição Universal de 1889, ganhou a medalha de bronze.
Kennington se tornou conhecido por seus quadros que retratavam de maneira idealizada a vida doméstica e as cenas do cotidiano inglesas. Algumas telas como Orphans (1885), Widowed and fatherless (1885), Homeless (1890) e The pinch of poverty (1891) retratavam a realidade dura dos pobres na Inglaterra, mas destacando seus sentimentos. Pintava tanto a óleo como com aquarelas.

## Morte
Kennington morreu em 10 de dezembro de 1916, aos 60 anos, em Londres. Seu filho, Eric Kennington (1888–1960) também foi pintor, além de escultor e ilustrador.

## Galeria

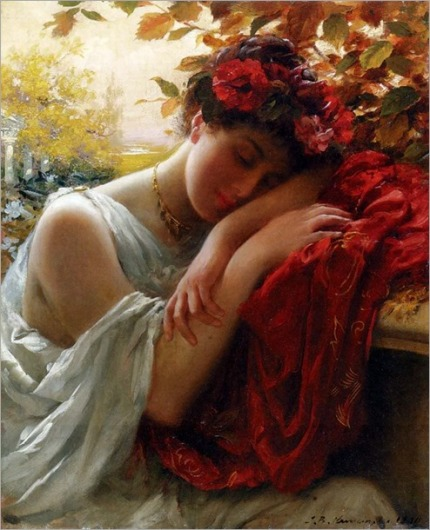
Autumn (1890)
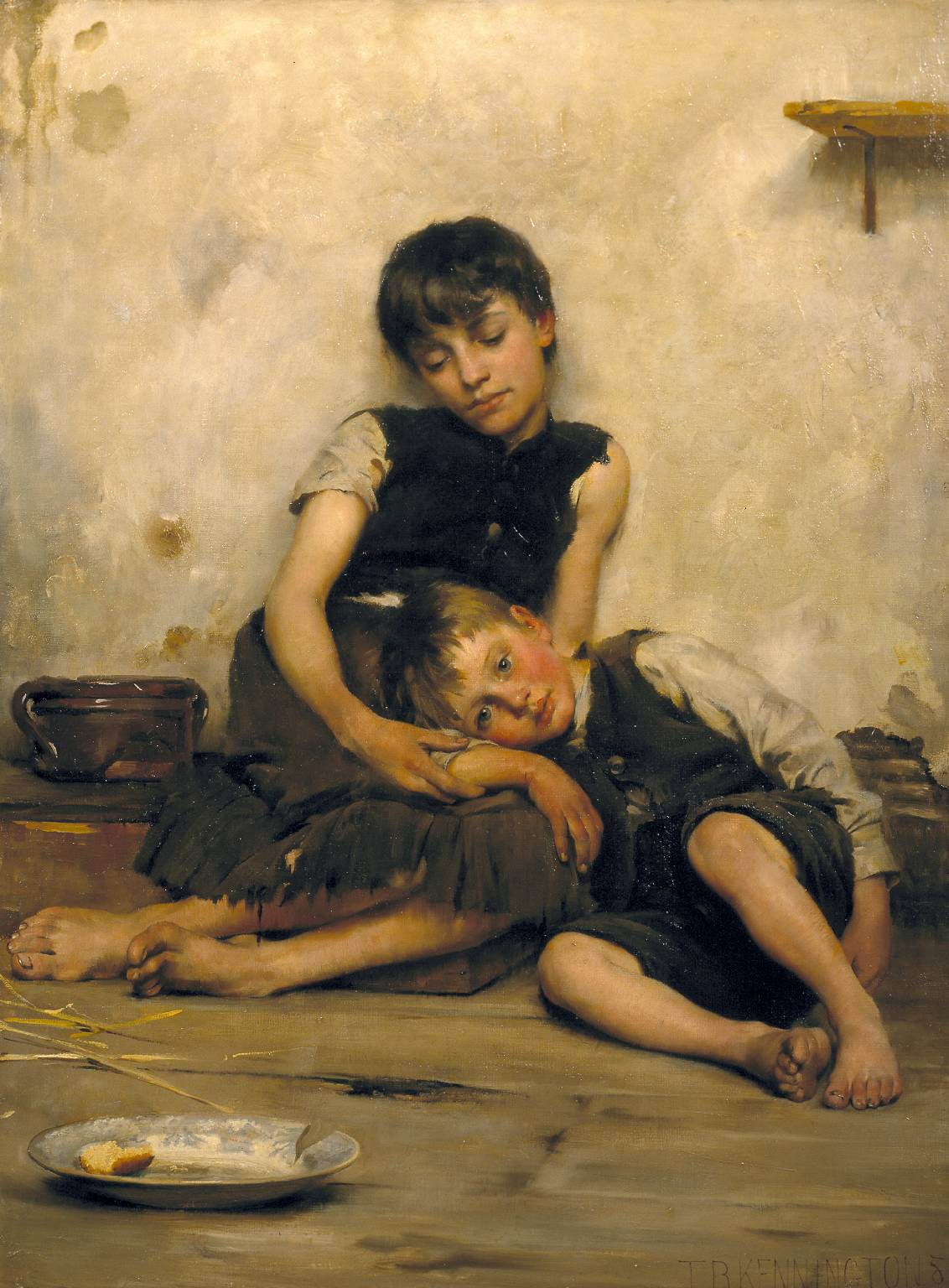
Orphans (1885)
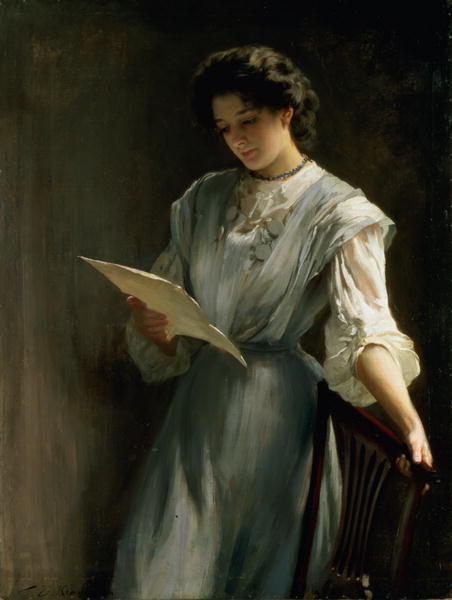
Reading the letter (1885)
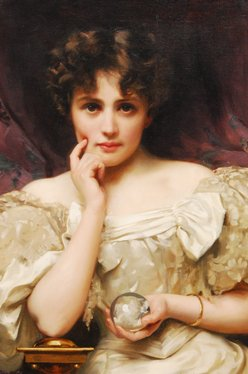
Crystal ball (1890)
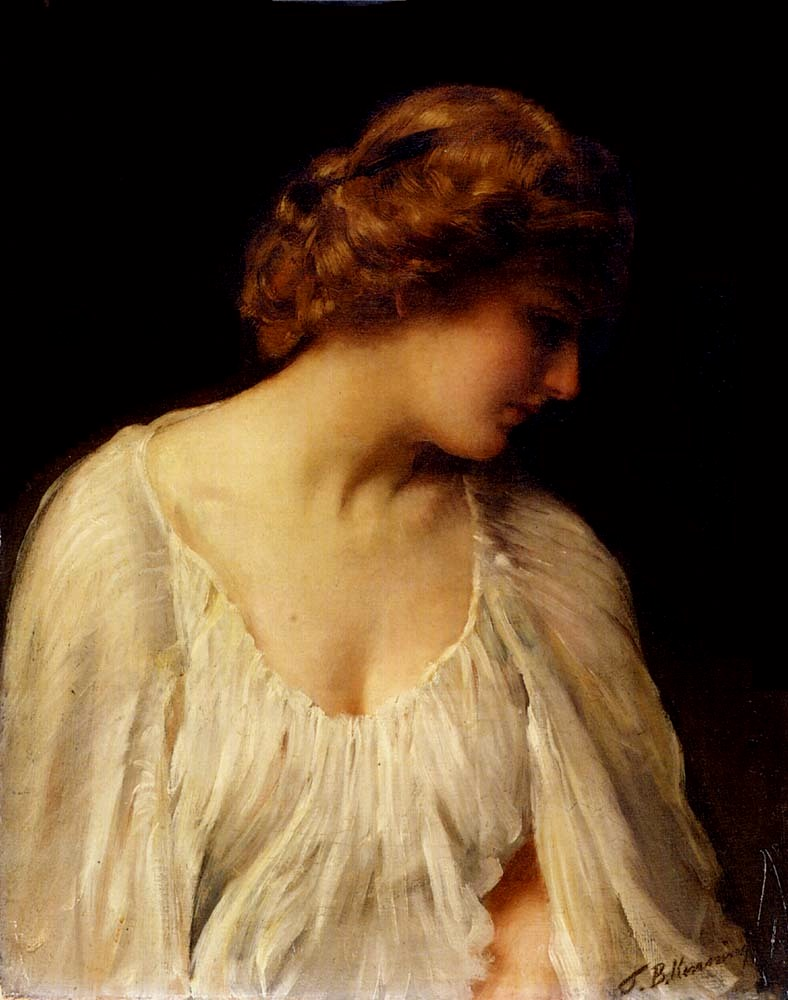
Contemplation (1900)
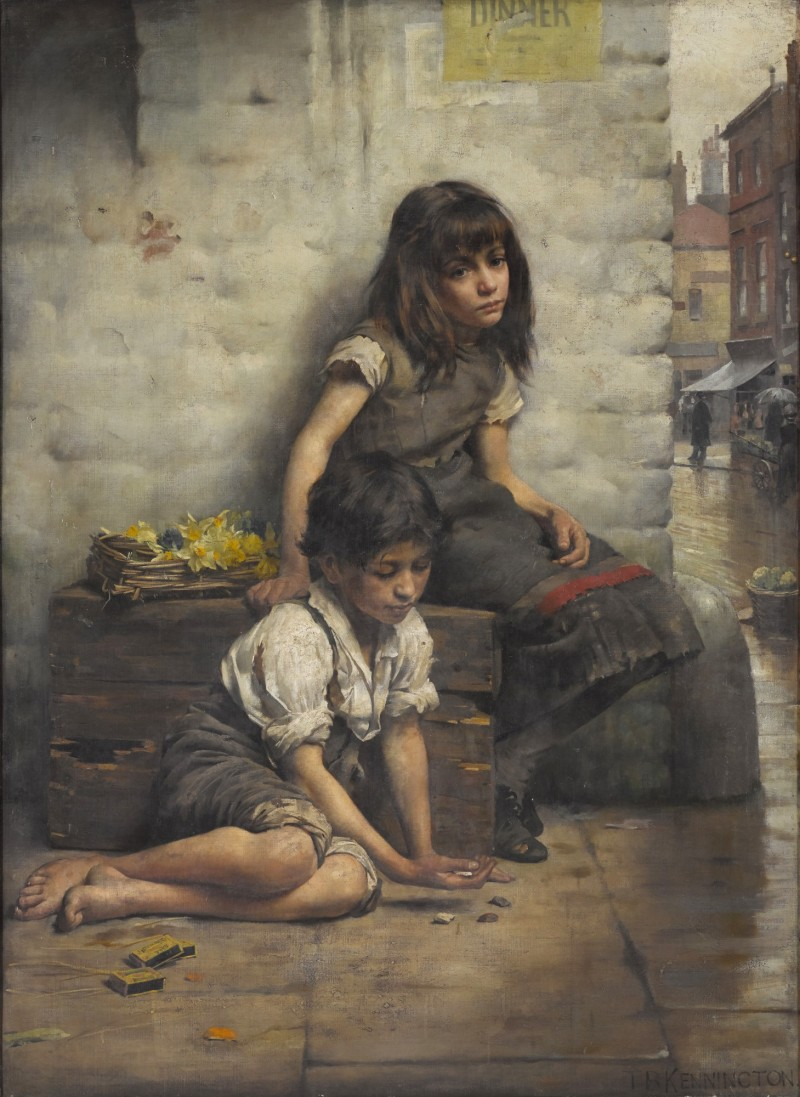
Waifs (sem data)